# شهرستان شوچنگ
شهرستان شوچنگ (به لاتین: Shucheng County) یک شهرستان‌های جمهوری خلق چین در چین است که در لوآن واقع شده‌است.

## خواهرخوانده
شهر الکتروستال خواهرخواندهٔ شهرستان شوچنگ هست.